# Dutch International 2000
Die Dutch International 2000 im Badminton fanden vom 30. März bis zum 2. April 2000 in Wateringen statt. Es war die erste Austragung der Titelkämpfe.

## Sieger und Platzierte
| Disziplin    | Gold                            | Silber                         | Bronze                               |
| ------------ | ------------------------------- | ------------------------------ | ------------------------------------ |
| Herreneinzel | Vladislav Druzchenko            | Richard Vaughan                | Rikard Magnusson                     |
| Herreneinzel | Vladislav Druzchenko            | Richard Vaughan                | Kasper Ødum                          |
| Dameneinzel  | Lonneke Janssen                 | Anu Weckström                  | Rayoni Head                          |
| Dameneinzel  | Lonneke Janssen                 | Anu Weckström                  | Katarzyna Krasowska                  |
| Herrendoppel | Mihail Popov Svetoslav Stoyanov | Michał Łogosz Robert Mateusiak | Mathias Boe Michael Jensen           |
| Herrendoppel | Mihail Popov Svetoslav Stoyanov | Michał Łogosz Robert Mateusiak | Ingo Kindervater Sebastian Ottrembka |
| Damendoppel  | Satomi Igawa Hiroko Nagamine    | Betty Krab Ginny Severien      | Judith Baumeyer Santi Wibowo         |
| Damendoppel  | Satomi Igawa Hiroko Nagamine    | Betty Krab Ginny Severien      | Karina Sørensen Malene Worm          |
| Mixed        | Mathias Boe Karina Sørensen     | Tijs Creemers Betty Krab       | José Antonio Crespo Dolores Marco    |
| Mixed        | Mathias Boe Karina Sørensen     | Tijs Creemers Betty Krab       | Hugo Rodrigues Ana Ferreira          |

## Finalergebnisse
| Disziplin    | Sieger                          | Finalist                       | Ergebnis           |
| ------------ | ------------------------------- | ------------------------------ | ------------------ |
| Herreneinzel | Vladislav Druzchenko            | Richard Vaughan                | 10-15, 15-6, 15-11 |
| Dameneinzel  | Lonneke Janssen                 | Anu Weckström                  | 11-3, 11-3         |
| Herrendoppel | Mihail Popov Svetoslav Stoyanov | Michał Łogosz Robert Mateusiak | 11-15, 15-9, 15-9  |
| Damendoppel  | Satomi Igawa Hiroko Nagamine    | Betty Krab Ginny Severien      | 15-5, 15-8         |
| Mixed        | Mathias Boe Karina Sørensen     | Tijs Creemers Betty Krab       | 15-8, 15-9         |